# Escándalo en la familia
Escándalo en la familia es una película coproducida entre España y Argentina, y estrenada el 13 de abril de 1967, dirigida por Julio Porter y protagonizada por Pili y Mili junto a Niní Marshall. Juan Carlos Altavista recibió el premio de la Asociación de Cronistas Cinematográficos de Argentina por su actuación en este filme.

## Argumento
Pili y su madre trabajan representando un espectáculo musical ambulante, pero no alcanzan el éxito esperado debido a la dura competencia de TV. Entonces deciden presentarse a un concurso de televisión y alcanzan uno de los primeros puestos.

## Reparto
- Niní Marshall ... Loli
- Pilar Bayona Sarriá... Pili Luna
- Aurora Bayona Sarriá ...  Mili Terán
- Yaco Monti ... Marcelo
- Juan Carlos Altavista ... Carlos Galíndez
- Vicente Rubino ... Director
- Joe Rígoli ... Camarógrafo
- Betiana Blum ... Sivienta
- Hector Calcaño
- Carlos Scazziota ... Fito
- Alberto Olmedo ... Don Lázaro
- Lalo Malcolm ... Asesor del dr. Luna
- Fidel Pintos ... Próspero, asesor del dr. Luna
- Carlos Carella
- Alejandra Da Passano
- Guillermo Brizuela Méndez
- Elvia Andreoli ... Gladys Peña
- Angel Garasa ... Dr. Raimundo Luna
- Leda Zanda
- Zulma Grey
- Raúl Ricutti
- Mimí Ardú
- Carlos Serafino
- Jacques Arndt
- Susana Beltrán
- Anita Beltrán
- Carlos Lagrotta ... Jerónimo Macías
- Pascual Nacaratti

## Sinopsis
En un concurso televisivo de belleza se encuentran dos hermanas idénticas entre sí que no se conocían entre ellas porque habían vivido separadas.

## Comentarios
La Nación dijo:

”Alta calidad técnica…muestra positiva del alto grado de desarrollo del cine local.”

El Heraldo del Cinematografista opinó:

”La combinación Niní Marshall (jefa de rating cuando actúa por TV) con las frescas Pili y Mili en este vistoso y movido cocktail de Julio Porter, es una eficaz fórmula de éxito”.

Por su parte, Manrupe y Portela escriben:

”Una comedia musical standard en torno a la TV moderna, con muchos enredos y reparto hispano-argentino. Lo mejor: los títulos de presentación integrados al paisaje.”.